# Соларо (Милано)
Соларо (итал. Solaro) је насеље у Италији у округу Милано, региону Ломбардија.
Према процени из 2011. у насељу је живело 12105 становника. Насеље се налази на надморској висини од 205 м.

## Становништво
Према резултатима пописа становништва 2011. у општини је живело 13.890 становника.
| 1931. | 1936. | 1951. | 1961. | 1971. | 1981. | 1991.  | 2001.  | 2011.  |
| ----- | ----- | ----- | ----- | ----- | ----- | ------ | ------ | ------ |
| 2.504 | 2.586 | 2.993 | 4.350 | 8.507 | 9.366 | 10.355 | 12.026 | 13.890 |